# Helen Vendler
Helen Hennessy Vendler (Boston, 30 aprile 1933 – Laguna Niguel, 23 aprile 2024) è stata una critica letteraria e anglista statunitense.

## Biografia
Helen Hennessy nacque a Boston il 30 aprile 1933, seconda dei tre figli di George Hennessy ed Helen Newman. Dopo gli studi all'Emmanuel College e al Radcliffe College, nel 1954 ottenne la borsa di studio Fulbright per studiare matematica all'Université catholique de Louvain, tuttavia decise poi di cambiare corso di studi per specializzarsi in letteratura inglese. Dopo aver ottenuto i crediti necessari all'Università di Boston, nel 1956 iniziò il suo dottorato di ricerca a Harvard.
Dopo aver conseguito il dottorato nel 1960, insegnò letteratura all'Università Cornell fino al 1963. Negli anni successivi fu docente all'Haverford College e al Swarthmore College, poi all'Università di Boston tra il 1964 e il 1966. Dopo aver insegnato sia a Harvard che all'Università di Boston tra il 1981 e il 1984, nel 1984 divenne professoressa a tempo pieno ad Harvard, dove rimase per il resto della sua carriera accademica.
Descritta dal New York Times come la maggior critica letteraria negli Stati Uniti, Vendler fu autrice di numerosi studi su autori da William Butler Yeats a John Keats, da Shakespeare a Emily Dickinson, da George Herbert a Seamus Heaney, da Melville a Louise Glück. Nel 2004 ricevette il National Endowment for the Humanities e nel corso della sua carriera fu membro della giuria del Premio Pulitzer per la poesia quattro volte.
Fu sposata dal 1960 al 1963 con Zeno Vendler, assumendone quindi il cognome, che conservò anche dopo il loro divorzio. La coppia ebbe un figlio, David.

## Opere principali
- On Extended Wings: Wallace Stevens' Longer Poems, Harvard University Press (1969)
- Part of Nature, Part of Us: Modern American Poets, Harvard University Press (1980)
- The Odes of John Keats, Harvard University Press (1983)
- The Harvard Book of Contemporary American Poetry, Harvard University Press (1985) editor
- Wallace Stevens: Words Chosen out of Desire, Harvard University Press (1986)
- The Music of What Happens: Poems, Poets, Critics, Harvard University Press (1988)
- The Given and the Made: Strategies of Poetic Redefinition, Harvard University Press (1995)
- John Keats, 1795–1995: With a Catalogue of the Harvard Keats Collection, Harvard University Press (1995) with Leslie A. Morris and William H. Bond
- The Breaking of Style: Hopkins, Heaney, Graham, Harvard University Press (1995)
- The Art of Shakespeare's Sonnets, Harvard University Press (1997)
- Seamus Heaney, Harvard University Press (1998)
- Coming of Age as a Poet: Milton, Keats, Eliot, Plath Harvard University Press(2003)
- Poets Thinking: Pope, Whitman, Dickinson, Yeats, Harvard University Press (2004)
- Our Secret Discipline: Yeats and Lyric Form, Harvard University Press (2007)
- Dickinson: Selected Poems and Commentaries, Belknap (2010)
- The Ocean, the Bird, and the Scholar: Essays on Poets and Poetry, Harvard University Press (2015)